# Фекс-ле-О-Клоше
Фекс-ле-О-Клоше́ (фр. Fexhe-le-Haut-Clocher, валлон. Fexhe-å-Hôt-Clokî) — коммуна в Валлонии, расположенная в провинции Льеж, округ Варем. Принадлежит Французскому языковому сообществу Бельгии. На площади 19,25 км² проживают 3019 человек (плотность населения — 157 чел./км²), из которых 49,49 % — мужчины и 50,51 % — женщины. Средний годовой доход на душу населения в 2003 году составлял 13 056 евро.
Почтовый код: 4347. Телефонный код: 04.